# 그레이트브리튼 의회
그레이트브리튼 의회(영어: Parliament of Great Britain)는 1707년 5월에 잉글랜드 의회와 스코틀랜드 의회가 연합법을 비준한 후에 구성되었다. 이 법안은 새로운 통일된 그레이트브리튼 왕국을 창설하고 시티오브런던 근처의 웨스트민스터 궁전에 있는 옛 잉글랜드 의회에 위치한 그레이트브리튼 의회를 창설하는 연합 조약에 대한 비준이었다. 그레이트브리튼 의회는 분리된 그레이트브리튼 의회와 아일랜드 의회가 연합왕국의 단일 의회로 병합되어 1800년 연합법이 효력을 발휘하는 1801년 1월 1일까지 거의 한 세기 동안 지속되었다.

## 같이 보기
- 영국 의회
- 잉글랜드 의회
- 스코틀랜드 의회
- 입법부